# Augaire mac Tuathail
Augaire mac Tuathail ou  Úgaire mac Túathail est un roi de Leinster de 972 à 978, issu du sept Uí Muiredaig, un des trois septs des  Uí Dúnlainge qui alternent sur le trône de Leinster entre  750 et 1050

## Contexte
Augaire mac Tuathail est le fils cadet de Tuathal mac Augaire et le petit-fils de Augaire mac Aililla précédents roi de Leinster du sept Uí Muiredaig. Il succède comme roi de Leinster en 972  à Murchad mac Finn du sept Uí Fáeláin. Le Chronicon Scotorum relève qu'en 978 lors de la bataille de Bithlann (Belan (comté de Kildare), il est tué par les Gall Gàidheal du royaume de Dublin et que Muiredach mac Rian roi des Uí Cheinnselaigh et Congalach mac Flan roi de Lege tombent à ses côtés. Domnall Claen mac Lorcáin du sept Uí Dúnchada devient alors roi  Leinster

## Article lié
- Liste des rois de Leinster

## Sources primaires
- Livre de Leinster, Rig Laigin et Rig Hua Cendselaig sur CELT: Corpus of Electronic Texts at University College Cork

## Sources secondaires
- (en) T.W Moody, F.X. Martin, F.J. Byrne, A New History of Ireland IX Maps, Genealogies, Lists. A companion to Irish History part II, Oxford, Oxford University Press, 2011, 690 p. (ISBN 978-0-19-959306-4), p. 134 & 200 Kings of Leinster to 1171
- (en) Francis John Byrne, Irish Kings and High-Kings, Dublin, Four Courts Press, 2001, 341 p. (ISBN 978-1-85182-196-9)